# Косушка
Косушка (косуха, сороковик) — русская единица измерения объёма жидкости, применявшаяся до введения метрической системы мер. Использовалась для измерения количества вино-водочных напитков.
1 косушка = 1/40 ведра = 1/4 кружки = 1/4 штофа = 1/2 полуштофа = 1/2 водочной бутылки = 5 шкаликам = 0,307475 литра.
В царской России в кабаках по закону водка из бочонка должна была сначала наливаться для правильности в казённую мерку, которую называли «крючок», а потом уже — в посуду. Существовало 4 вида таких мерок, различающихся размерами: штоф, полуштоф, косушка и шкалик. Они представляли собой металлические ёмкости с выгравированной государственной печатью, широкие снизу и узкие сверху. Они имели длинные ручки, с крючками на концах, чтобы их можно было вешать (отсюда их название).
Касушка (диалект) — так в разговорной речи на русском языке в некоторых регионах (Узбекистан, Татарстан) называют традиционную азиатскую чашу, большую пиалу — «каса/кесе».

## Размер косушки в справочной литературе
В некоторых советских и российских справочных изданиях ошибочно указан неверный размер косушки:
- Согласно «Большой советской энциклопедии» и «Советскому энциклопедическому словарю», косушка является синонимом единицы шкалик, то есть она равна 0,06 литра.
- Согласно «Толково-словообразовательному словарю» В. М. Ефремовой (М., 2000), размер косушки составляет 0,25 литра.